# Kreis Grevesmühlen
De Kreis Grevesmühlen was een Kreis in de Bezirk Rostock in de Duitse Democratische Republiek van 1952 tot en met 1994.
De kreis ontstond op 1 juli 1950 toen de Landkreis Schönberg werd hernoemd. Na de opheffing van de deelstaten op 25 juli 1952 en de gebiedsherindeling werd Grevesmühlen onderdeel van de Bezirk Rostock en werden kleine gebieden in het zuiden en oosten naar de kreisen Gadebusch en Wismar overgeheveld. De kreis kwam op 3 oktober bij de Duitse hereniging in de nieuwe deelstaat Mecklenburg-Voor-Pommeren. Op12 juni 1994 werd de kreis, die sinds 17 mei 1990 als landkreis werd aangeduid, opgeheven en vormde samen met de eveneens opgeheven landkreisen Wismar en Gadebusch en delen van de voormalige landkreisen Schwerin-Land en Sternberg de Landkreis Nordwestmecklenburg.

## Steden en gemeenten
De Landkreis Grevesmühlen had op 3 oktober 1990 35 gemeenten, waarvan vier steden:
| - Bernstorf - Boltenhagen - Börzow - Damshagen - Dassow, stad - Elmenhorst - Grevesmühlen, stad - Grieben - Groß Siemz - Groß Walmstorf - Hanshagen - Harkensee | - Kalkhorst - Klütz, stad - Lockwisch - Lüdersdorf - Mallentin - Menzendorf - Moor - Niendorf - Neuleben - Papenhusen - Parin - Plüschow | - Pötenitz - Roduchelstorf - Roggenstorf - Rüting - Schönberg, stad - Selmsdorf - Testorf - Testorf-Steinfort - Upahl - Warnow - Zierow |